# Felipe Solari
Felipe Solari (São Paulo, 22 de março de 1982) é um apresentador, podcaster, repórter, ator e diretor brasileiro.

## Biografia
Paulistano das Perdizes, Solari é filho de um diretor publicitário argentino com uma pedagoga. Estudou no Colégio Batista Brasileiro e no Pentágono. Enquanto fazia faculdade de rádio e TV na Faap, estagiou na TV Bandeirantes.
Depois de fazer alguns curtas-metragens, iniciou sua carreira em 2005 na MTV, ao lado de Marcos Mion e André Vasco, atuando no seriado The Nadas, em que interpretava o personagem "Patitas" (um dos protagonistas). A série teve duas temporadas naquele ano, e foi cancelada devido à reestruturação da grade de programas da emissora e à promoção interna de seus atores. Com isso, Felipe Solari tornou-se um dos principais VJ's da casa. Apresentou durante a temporada regular de 2006 da MTV os programas Chapa Coco e Cine MTV.
Em 2007, na programação de verão voltou como ator no canal, participando do programa Casal Neura e como o "Capitão Jack Sparrow" no programa Covernation. Ainda em 2007, apresentou o programa MTV Overdrive mostrando os destaques do MTV Overdrive, o canal de banda larga da emissora. Também na programação de verão, apresentou o programa Minuto VJ, em 2008. Em março de 2008, o VJ comandou a atração Domínio MTV. Em 2009 esteve no MTV na Rua como repórter em trânsito, e fazendo a voz de Conrado Caqui no desenho animado Fudêncio e Seus Amigos também na MTV.
Em 2010, assinou com a Rede Record e passa a participar do programa Legendários, que tem a apresentação e direção de Marcos Mion. Em 2010 e 2011 Felipe fica voltado para matérias de Sustentabilidade, com o conceito Ativista "do bem", chegando a entrevistar Arnold Schwarzenegger e James Cameron (defensores do movimento verde) no Fórum Mundial de Sustentabilidade. Em 2012, cria o quadro #SistemaSolari no Legendários, e faz matérias marcantes como as de Bonito e Uruguai, e têm seu ponto alto quando visita o Canadá e encontra a Aurora Boreal.
No final do ano, Solari faz uma sequencia de entrevistas com
Sandy, Rihanna e Alejandro Sanz, que fecham 2012. Em fevereiro de 2013, decide se desligar do Legendários.
Ainda nesse ano, estreia a web série Zuzu Santiago, sobre uma agência de publicidade.
Em 2014, assinou contrato com o Canal Futura e apresentou o programa Futura Profissão.
Em 2015, interpretou Mário Lima na série Zé do Caixão do canal Space.
Em 2017, apresentou o programa Fanáticos do Esporte Interativo.
Em 2018, apresentou Jornada Pelo Conhecimento, uma série de vídeos sobre cinema para o canal TNT. No mesmo ano, cria o podcast de entrevistas “Sistema Solari".

## Vida pessoal
Entre 2011 e 2014, namorou por três anos a modelo e atriz Laura Neiva.

## Filmografia

### Televisão
| Ano     | Título                        | Personagem                                                                  |
| ------- | ----------------------------- | --------------------------------------------------------------------------- |
| 2001    | Descontrole/Sobcontrole       | Mascarado Patistae                                                          |
| 2005    | The Nadas                     | Patitas                                                                     |
| 2006    | Chapa Coco                    | Apresentador                                                                |
| 2006    | Cine MTV                      | Apresentador                                                                |
| 2006    | Aquecimento Movie Awards      | Apresentador                                                                |
| 2007    | Casal Neura                   | Apresentador                                                                |
| 2007    | Covernation de Verão          | Capitão Jack Sparrow                                                        |
| 2007    | Overdrive                     | Repórter                                                                    |
| 2007    | Megaliga MTV de VJs Paladinos | Ele mesmo                                                                   |
| 2008    | Minuto VJ                     | Apresentador                                                                |
| 2008    | MTV em Obras                  | Apresentador                                                                |
| 2008    | Fudêncio                      | Conrado (2ª voz da 4ª à 5ª temporada, de Fudêncio Mutante até Meteu o Rito) |
| 2008    | Domínio MTV                   | Kika Martinez                                                               |
| 2008    | Especial Nove Mil Anjos       | Repórter                                                                    |
| 2009    | MTV na Rua                    | Repórter                                                                    |
| 2010–13 | Legendários                   | Repórter                                                                    |
| 2014    | Futura Profissão              | Apresentador                                                                |
| 2015    | Zé do Caixão                  | Mário Lima                                                                  |
| 2016    | Escola Para Maridos Brasil    | Apresentador                                                                |
| 2017    | Fanáticos                     | Apresentador                                                                |
| 2018    | Jornada Pelo Conhecimento     | Apresentador                                                                |

### Cinema
| Ano  | Título          | Personagem       | Notas          |
| ---- | --------------- | ---------------- | -------------- |
| 2004 | Exilado         | Lucas            | Curta-metragem |
| 2005 | Chances         | Daniel           | Curta-metragem |
| 2007 | Seres Salientes | Paulo            | Curta-metragem |
| 2007 | O Magnata       | Repórter         | Curta-metragem |
| 2008 | Rinha           | Hugo             |                |
| 2009 | Friends Forever | Namorado da Mari | Curta-metragem |
| 2016 | Distopia        |                  | Curta-metragem |

### Internet
| Ano           | Título                  | Papel        |
| ------------- | ----------------------- | ------------ |
| 2018—presente | Podcast: Sistema Solari | Apresentador |